# 生活史理論
生活史理論（英文：Life History Theory，简称LHT）在演化生物學与生態學中的一项核心理论框架，旨在探讨生物体在其生命周期各阶段所表现出的资源分配策略，以及不同策略差异的成因与结果。
生物体在长期演化过程中会在出生、生长、繁殖与死亡等关键生命过程之间形成演化权衡，从而发展出特定的生活史模式。不同物种在寿命、繁殖时机、繁殖频率与后代数量等方面的差异反映了自然选择下其对有限资源最优配置的适应策略。生活史理论的研究致力于解释这些差异背后的演化机制，并进一步阐释物种在解剖特征与行为表现方面的多样性。

## 生活史特征
在生活史理论中，生物体的生活史特征可归纳为七项核心指标：。
- 出生时的体型
- 生长模式
- 达到性成熟的年龄与体型
- 后代的数量、体型与性别比例
- 特定年龄与体型下的繁殖投入
- 特定年龄与体型下的死亡率分布
- 整体寿命

为适应所处的生态环境，不同生物演化出各具特征的生活史策略。在这一过程中，个体在资源有限的条件下，不同性状之间往往存在演化权衡。例如，生物体可能在演化上倾向于追求较大的体型或更长的寿命，或相反地，优先繁殖更多后代，提升种群增长速度，亦或是增强单个后代的生存概率。
在繁殖策略方面，生活史理论常将生物划分为两类：r 策略与 K 策略。r 策略中的 “r” 表示内禀增长率，强调快速繁殖与种群扩张；K 策略中的 “K” 则代表生态系统的环境承载力，强调种群稳定与个体质量。
采用 r 策略的物种通常一次产生大量后代，但个体存活率较低，典型如蒲公英等生态演替中的先锋物种；而采用 K 策略的物种后代数量较少，却在每个个体上投入更多养育资源，从而提高其存活概率，灵长类动物即为典型例证。